# Natalja Wladimirowna Linitschuk
Natalja Wladimirowna Linitschuk (russisch Наталья Владимировна Линичук; * 6. Februar 1956 in Moskau) ist eine ehemalige russische Eiskunstläuferin, die im Eistanz für die Sowjetunion startete.

## Karriere
Linitschuks Eistanzpartner war Gennadi Karponossow. Trainiert wurden sie von Jelena Tschaikowskaja. Im Zeitraum von 1974 bis 1981 nahmen sie an allen Europameisterschaften teil und erreichten stets das Podium. 1979 in Zagreb und 1980 in Göteborg wurden sie Europameister, 1978 Vize-Europameister und 1974, 1975, 1976, 1977 und 1981 gewannen sie die Bronzemedaille. An Weltmeisterschaften nahmen sie von 1974 bis 1980 teil. 1978 in Ottawa und 1979 in Wien wurden sie Weltmeister. 1980 errangen sie Silber und 1974 und 1977 Bronze. Linitschuk und Karponossow bestritten zwei Olympische Spiele. 1976 in Innsbruck, bei den ersten Olympischen Spielen mit Eistanz im Programm, belegten sie den vierten Platz und 1980 in Lake Placid wurden sie Olympiasieger und traten damit die olympische Nachfolge ihrer Landleute Ljudmila Pachomowa und Alexander Gorschkow an.

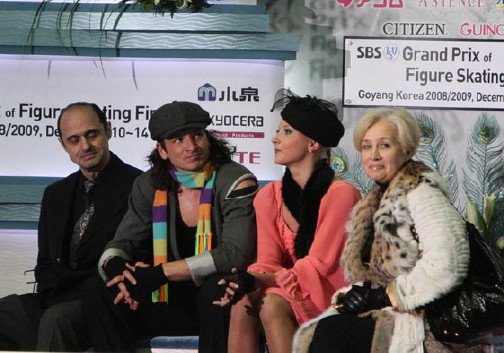
Gennadi Karponossow (links) mit Natalja Linitschuk (rechts), dazwischen ihre Schüler Oxana Domnina und Maxim Schabalin, 2008

1981 beendeten Natalja Linitschuk und Gennadi Karponossow ihre Karriere als aktive Eiskunstläufer. Am 31. Juli 1981 heirateten sie.
Das Ehepaar lebte zunächst weiter in Moskau. Linitschuk und Karponossow wurden zusammen erfolgreiche Eistanztrainer. Später gingen sie in die USA, erst nach Delaware und dann nach Pennsylvania. Sie trainierten unter anderem Oxana Grischtschuk / Jewgeni Platow, Anschelika Krylowa / Oleg Owsjannikow, Irina Lobatschewa / Ilja Awerbuch, Oxana Domnina / Maxim Schabalin (alle Russland), Galit Chait / Sergei Sachnowski und Natalja Gudina / Alexei Beletski (alle Israel), Albena Denkowa / Maxim Stawiski (Bulgarien) sowie die US-Amerikaner Tanith Belbin / Benjamin Agosto.

## Ergebnisse

### Eistanz
(mit Gennadi Karponossow)
| Wettbewerb / Jahr           | 1974 | 1975 | 1976 | 1977 | 1978 | 1979 | 1980 | 1981 |
| --------------------------- | ---- | ---- | ---- | ---- | ---- | ---- | ---- | ---- |
| Olympische Winterspiele     |      |      | 4.   |      |      |      | 1.   |      |
| Weltmeisterschaften         | 3.   | 4.   | 5.   | 3.   | 1.   | 1.   | 2.   |      |
| Europameisterschaften       | 3.   | 3.   | 3.   | 3.   | 2.   | 1.   | 1.   | 3.   |
| Sowjetische Meisterschaften |      | 2.   | 1.   | 2.   |      | 1.   |      | 1.   |